# Chemex经典手冲咖啡壶

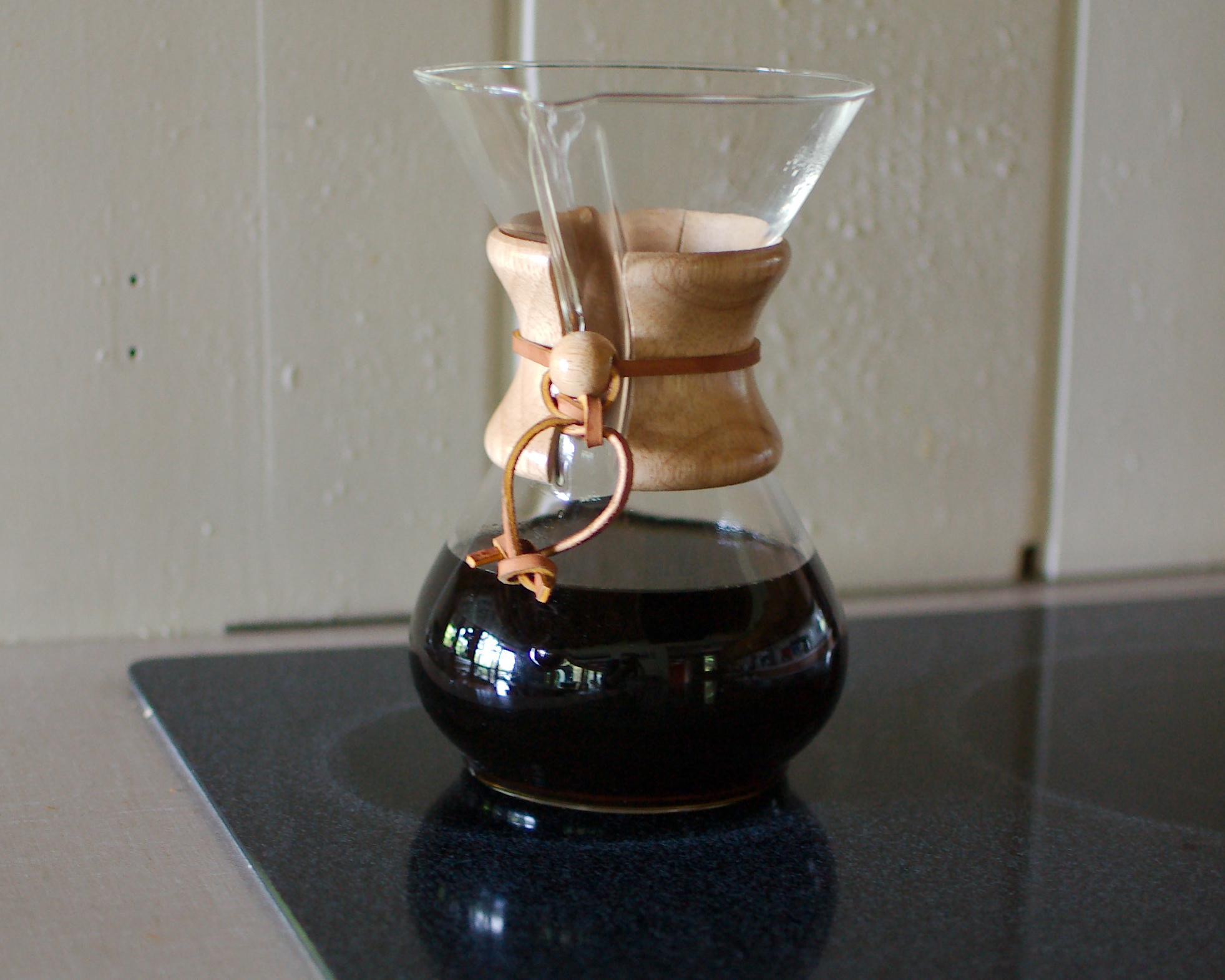
盛着已煮好咖啡的Chemex经典手冲咖啡壶

Chemex经典手冲咖啡壶是一个玻璃容器式的咖啡制作器具，在1941年由移居紐約的德國柏林大學化學博士Peter Schlumbohm发明，多年来一直由位于美國马萨诸塞州的Chemex公司延续制造。 
Chemex壺身的上壺與下壺合而為一，之間的壺頸用分割為兩塊的環形木頭包覆做為防燙把手，木頭以皮繩繫上。從壺頸延伸到上壺有一突起的溝槽，可做為排氣及倒出咖啡時導流之用，下壺壺身有一類似肚臍的突起為容量標記，表示半水位的位置。
在1958年，伊利诺伊理工学院的设计学者认为，Chemex经典手冲咖啡壶是当今最佳设计的产品之一，并且被纽约现代艺术博物馆收藏

## 外部連結
- （英文）官方网站
- （英文）Peter Schlumbohm | MoMA（页面存档备份，存于） 纽约现代艺术博物馆的館藏線上展示